# Paranastatus egregius
Paranastatus egregius är en stekelart som beskrevs av Masi 1917. Paranastatus egregius ingår i släktet Paranastatus och familjen hoppglanssteklar.
Artens utbredningsområde är Seychellerna. Inga underarter finns listade i Catalogue of Life.